# اولیور پلات
اولیور جیمز پلات (به انگلیسی: Oliver James Platt) (زاده ۱۲ ژانویه ۱۹۶۰) بازیگر آمریکایی است.

## فیلم‌شناسی
از فیلم‌های او می‌توان به آثار زیر اشاره کرد
- مردان ایکس: کلاس اول
- سه تفنگدار
- زمانی برای کشتن
- عشق و داروهای دیگر
- لطفاً کمک کنید
- ۲۰۱۲
- جشن تولد دویست سالگی
- دکتر دولیتل
- کینزی
- دستپاچه
- موردکای
- تکه‌های آوریل
- آشپز
- کازانووا
- چهارشنبه خاکستر
- ایکوالایزر
- واندر وومن
- بتهوون
- پرتقال‌ها
- لطفاً کمک کنید
- نهمین زندگی لویی درکس
- پروفسور مارستون و زنان شگفت‌انگیز
- فارگو
- افسانه‌های از: بازگشت دوروتی
- یک بار دیگر
- زیگ‌زاگ
- معشوق
- سیمون بریچ
- رفتار بد خدایان
- محصول یخی
- کودک مریخی
- جینجر و رزا
- قصه بلند
- فریبکار
- دما
- دیگزتاون